# Erzbistum Kinshasa
Das römisch-katholische Erzbistum Kinshasa (lateinisch Archidioecesis Kinshasana, französisch Archidiocèse de Kinshasa) umfasst die kongolesische Hauptstadt Kinshasa und das linke Ufer des Kongo bis zum Kasai.

## Geschichte
Am 22. September 1886 wurde die Mission sui juris in Belgisch-Kongo gegründet, welche am 11. Mai 1888 zum Apostolischen Vikariat von Léopoldville erhoben wurde. Von 1934 bis 1953 spaltete es sich in weitere eigenständige Apostolische Präfekturen und Apostolische Vikariate mit jeweils neuen Territorien.
Am 10. November 1959 erließ Papst Johannes XXIII. die Apostolischen Konstitution Cum parvulum, mit der er die Jurisdiktionen im damaligen Belgisch-Kongo im Blick auf die bevorstehende Unabhängigkeit der Kolonie neu ordnete und die sechs Kirchenprovinzen schuf, die bis heute bestehen (Stand 2025). Dabei wurde unter anderem das Apostolische Vikariat Léopoldville zum Erzbistum erhoben. Nachdem die Stadt Léopoldville am 30. Mai 1966 in Kinshasa umbenannt worden war, zog der Heilige Stuhl nach und benannte das Erzbistum demgemäß in Kinshasa um.

## Bischöfe
Apostolische Vikare von Léopoldville 1896–1952
- François Camille Van Ronslé † (5. Juni 1896 – 4. März 1926)
- Noël de Cleene † (4. März 1926 – 1933)
- Georges Six † (26. Februar 1934 – 24. November 1952)
- Félix Scalais † (29. Juni 1953 – 10. November 1959)

Erzbischöfe von Kinshasa (bis 1966 Léopoldville)
- Félix Scalais (10. November 1959 – 7. Juli 1964)
- Joseph-Albert Kardinal Malula (7. Juli 1964 – 14. Juni 1989)
- Frédéric Kardinal Etsou-Nzabi-Bamungwabi (7. Juli 1990 – 6. Januar 2007)
- Laurent Kardinal Monsengwo Pasinya (6. Dezember 2007 – 1. November 2018)
- Fridolin Kardinal Ambongo Besungu OFMCap (seit 1. November 2018)

Weihbischöfe in Kinshasa
- Donatien Bafuidinsoni Maloko-Mana (2015–2018), dann Bischof von Inongo[2]
- Timothée Bodika Mansiyai (2012–2016), dann Bischof von Kikwit[3]
- Edouard Kisonga Ndinga (1999–2022)[4]
- Jean-Pierre Kwambamba Masi (2015–2018), dann Bischof von Kenge[5]
- Sébastien Muyengo Mulombe (2012–2013), dann Bischof von Uvira
- Jean-Crispin Kimbeni Ki Kanda (2020–2022), dann Bischof von Kisantu
- Vincent Tshomba Shamba Kotsho (2020–2022), dann Bischof von Tshumbe
- Charles Ndaka Salabisala (seit 2020)
- Edouard Tsimba Ngoma CICM (seit 2023)
- Edouard Isango Nkoyo (seit 2023)

## Struktur und Pfarreien
Das Erzbistum Kinshasa ist in drei apostolische Regionen eingeteilt: Region Kinshasa-Zentrum, Region Kinshasa-Ost und Region Kinshasa-West.
- Region Kinshasa-Zentrum
  - Dekanat St. Peter
    - St. Peter (1935) – Avenue Kasa-Vubu – B.P. 1800 Kinshasa I
    - St. Anna (1913) – Avenue Isiro – B.P. 1800 Kinshasa I – Tél. 22842
    - Notre-Dame de Fatima (1954) – Avenue Tombalbaye – B.P. 1525 – Tél. 25306
    - Sacré-Coeur (1962) – B.P. 3064 Kinshasa/Gombe – Tél. 30827
    - Notre-Dame (Kathedrale) (1948) – B.P. 3052 Kinshasa/Gombe -Tél. 68720
    - St. Andreas (1959) – B.P. 1800 Kinshasa I
    - St. Romuald (1966) – Barumbu – B.P. 1800 Kinshasa I
    - St. Eligius (1964) – Avenue Kabambare n° 4211 – B.P. 8251 Kinshasa I
    - St. Paul (1946) – Avenue Dodoma n° A/1 Barumbu – B.P. 1800 Kinshasa I
    - St. Kiwanuka (1980) – Route Poids Lourds – B.P. 1800 Kinshasa I
    - St. Muzey (1970) – Lingwala – B.P. 1800 Kinshasa I

  - Dekanat St. Josef
    - St. Josef (1957) – Kalamu – B.P. 6050 Kinshasa I
    - Kleines Seminar St. Jean-Marie Vianney
    - St. Maria Goretti (1957) – Kauka – B.P. 482 Kinshasa – Limete
    - St. Vinzenz von Paul (1965) – Kimbangu/Kalamu – B.P. 9479 Kinshasa I
    - St. Antonius (1963) – Bumbu – B.P. 9479 Kinshasa I
    - St. Pius X. (1956) – Ngiri/Ngiri – B.P. 1800 Kinshasa I
    - Christus-Erlöser (1980) – Selembao – B.P. 8251 Kinshasa I
    - St. Johannes der Täufer (1966) – Avenue de la Révolution – Bumbu – B.P. 9479 Kinshasa I
    - St. Clemens (1970) – Commune de Makala – B.P. 12048 Kinshasa I
    - St. Klara
    - Christus-König (1951) – Avenue Asosa Commune de Kasa/Vubu – B.P. 7463 Kinshasa I
    - St. Benedikt (1932) – Lemba/Terminus

  - Dekanat St. Gabriel
    - St. Gabriel (1955) – Yolo/Kalamu – B.P. 1800 Kinshasa I – Tél. 77779
    - Oeuvres Paroissiales
    - St. Matthias (1961) – Makala – B.P. 1800 Kinshasa I
    - St. Felix (1962) – Mombele/Limete – B.P. 482 Kinshasa/Limete
    - St. Augustin (1959) – Lemba – B.P. 724 Limete
    - St. Adrien (1969) – Ngaba – B.P. 482 Limete
    - St. Laurent (1973) – Ngaba – B.P. 7245 Kinshasa I
    - St. Christine (1963) – Makala – B.P. 724 Kinshasa/Limete
    - St. Dominikus (1958) – B.P. 22 Limete – Tél. 77406
    - St. Raphael (1958) – Limete – B.P. 1800 Kinshasa I

  - Dekanat St. Alfons
    - St. Alfons (1954) – Matete – B.P. 117 Matete – Tél. 78622
    - St. Kizito (1965) – Kingabwa – B.P. 724 Kinshasa/Limete
    - Filialkirche St. Bernard
    - St. Gonza (1986) – Quartier Yaoundé/Kingabwa
    - Hl. Dreifaltigkeit (1980) – Quartier de Bonhomme/Matete
    - Guter Hirte (1968) – Kisenso – B.P. 117 Kinshasa XI
    - St. Bernadette (1987) – UNIKIN – B.P. 122 Kinshasa XI
    - St. Cyrill (1985) – Quartier Lemba-Imbu – B.P. 117 Kinshasa XI
    - Filialkirche St. Ambrosius
    - Filialkirche St. Felicitas
    - Heiliger Geist (1959) – Livulu – B.P. 122 Kinshasa XI
    - Wiederauferstehung(sgemeinde) (1980) – Quartier de Marais/Matete
    - Geburt Christi (1985) – Kisenso – B.P. 122 Kinshasa XI
    - St. Thomas (1985) – Kisenso – B.P. 117 Kinshasa XI
    - St. Maria Magdalena (1975) – Matete – B.P. 117 Kinshasa XI
    - St. Johannes der Täufer (1980) – Salongo-Limete

## Institutionen
- Die Apostolische Nuntiatur in der Demokratischen Republik Kongo hat ihren Sitz in Kinshasa. Apostolischer Nuntius ist seit April 2024 Erzbischof Mitja Leskovar.
- Die Bischofskonferenz der Demokratischen Republik Kongo hat ihren Sitz in Kinshasa.